# James Curry
Paul James (Jim) Curry (ur. 1 czerwca 1960 w Londynie) – brytyjski duchowny rzymskokatolicki, biskup pomocniczy Westminsteru od 2024. 

## Życiorys
Święcenia kapłańskie przyjął 17 maja 1986 i został inkardynowany do archidiecezji westminsterskiej. Przez kilka lat pracował duszpastersko, zaś w latach 1994–2002 był sekretarzem arcybiskupim. W 2002 objął probostwo w Chiswick, a sześć lat później został proboszczem w Kensington.
22 kwietnia 2024 papież Franciszek mianował go biskupem pomocniczym archidiecezji Westminsteru, ze stolicą tytularną Ramsbiria. 
18 czerwca 2024 otrzymał święcenia biskupie w Katedrze Westminsterskiej w Londynie. Udzielił mu ich kardynał Vincent Nichols.  